# اینفانت پدرو کارلوس اسپانیا
اینفانت پدرو کارلوس اسپانیا (انگلیسی: Infante Pedro Carlos of Spain and Portugal) پسر اینفانت گابریل اسپانیا و اینفنتا ماریا آنا ویتوریای پرتغال بود. او تنها فرزند زنده ماندهٔ آنها بود که در سن دو سالگی یتیم شد.